# Euphonia pectoralis
L'eufonia ventrecastano od organista ventrecastano (Euphonia pectoralis (Latham, 1801)) è un uccello passeriforme della famiglia dei Fringillidi.

## Etimologia
Il nome scientifico della specie, pectoralis, deriva dal latino e significa "relativo al petto", in riferimento alla livrea dei maschi: il suo nome comune è anch'esso un riferimento alla colorazione.

## Descrizione

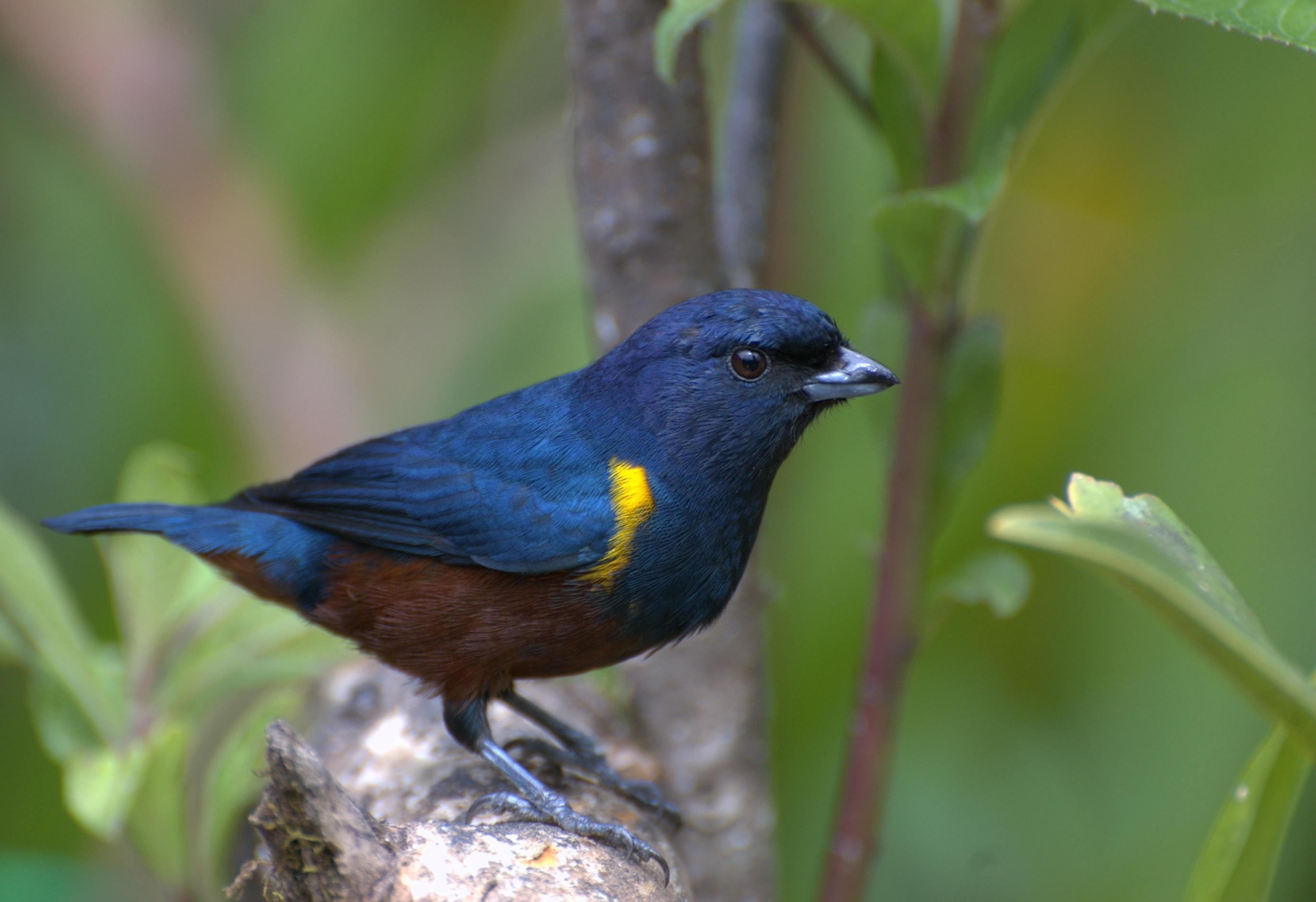
Maschio in natura.

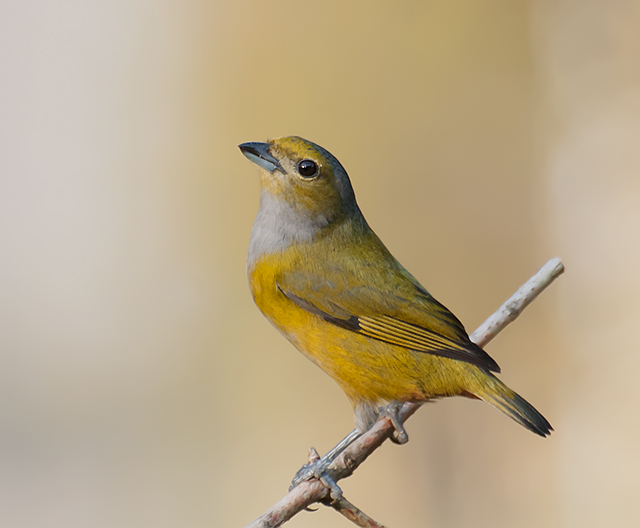
Femmina a Registro.

### Dimensioni
Misura 11 cm di lunghezza, per 15-16,5 g di peso.

### Aspetto
Si tratta di un uccelletto dall'aspetto robusto, munito di testa arrotondata, becco forte e dalle punte lievemente incurvate, ali appuntite e coda squadrata.
Il piumaggio presenta dimorfismo sessuale ben evidente. I maschi mostrano testa, dorso, petto, ali e coda di colore nero, con vividi riflessi metallici bluastri particolarmente evidenti su nuca, dorso e scapole, mentre faccia, petto, coda e remiganti tendono a non avere riflessi: ventre, fianchi e sottocoda, come intuibile dal nome comune, sono di color nocciola, mentre alla base di ciascuna ala è presente ventralmente una caratteristica "bretella" dorata.

Le femmine presentano invece livrea molto più sobria, quasi completamente priva di nero e giallo e con color nocciola ridotto al solo sottocoda: il piumaggio femminile è in prevalenza di colore oliva-giallastro, più scuro su testa, dorso, ali e coda (e ancora più scuro su remiganti e rettrici, dove tende al nerastro) e più brillante e tendente all'ocra su faccia, petto, ventre e fianchi, mentre gola e nuca sono di colore grigio cenere. In ambedue i sessi il becco e le zampe sono di colore nerastro, mentre gli occhi sono di colore bruno scuro.

## Biologia

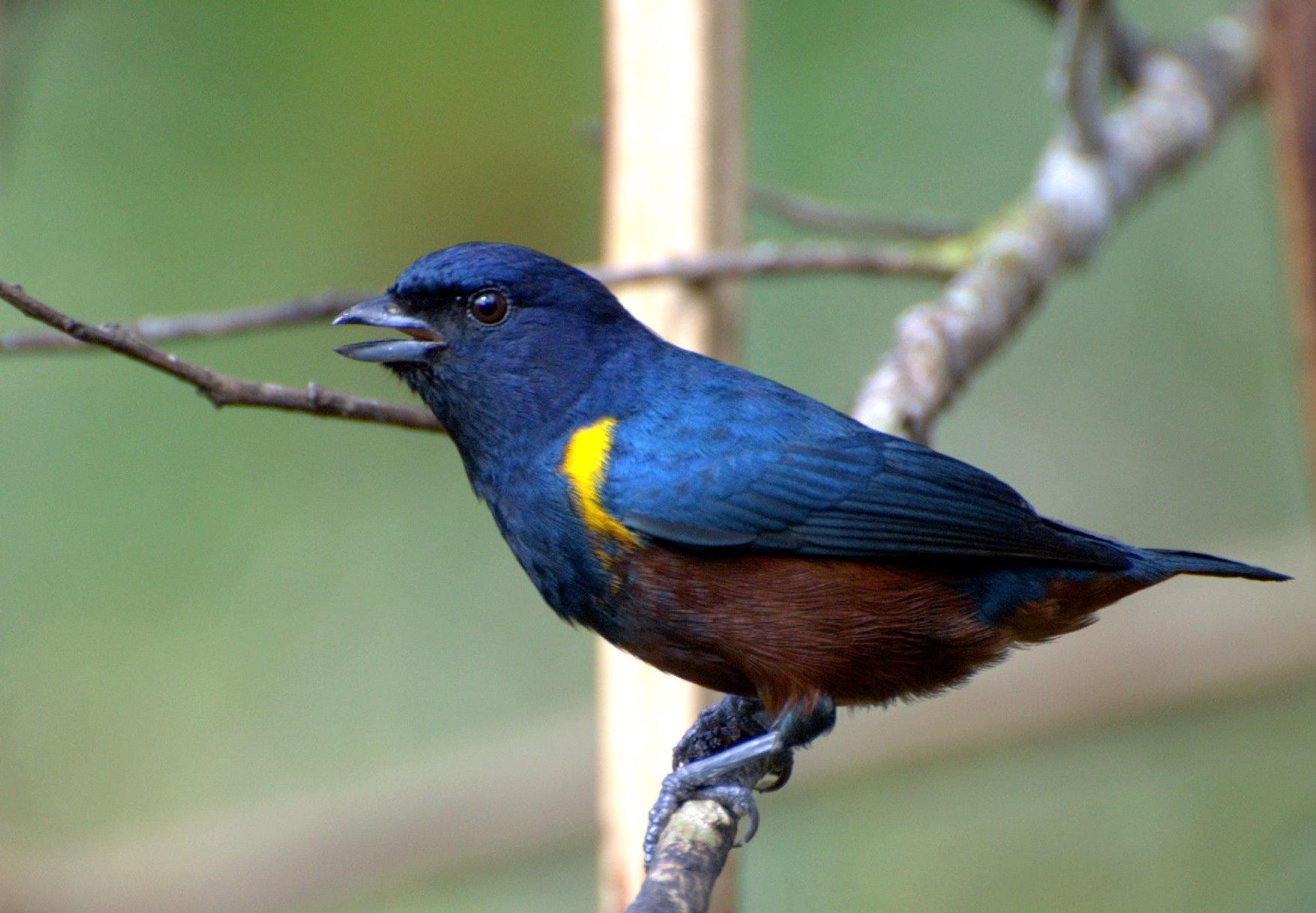
Maschio canta a Ubatuba.

Si tratta di uccelli spiccatamente diurni, che vivono perlopiù da soli o in coppie, al più in piccoli gruppetti familiari, e che passano la maggior parte della giornata fra la vegetazione alla ricerca di cibo, cercando poi sul far della sera dei ripari ben nascosti fra i rami degli alberi dove passare la notte.

### Alimentazione

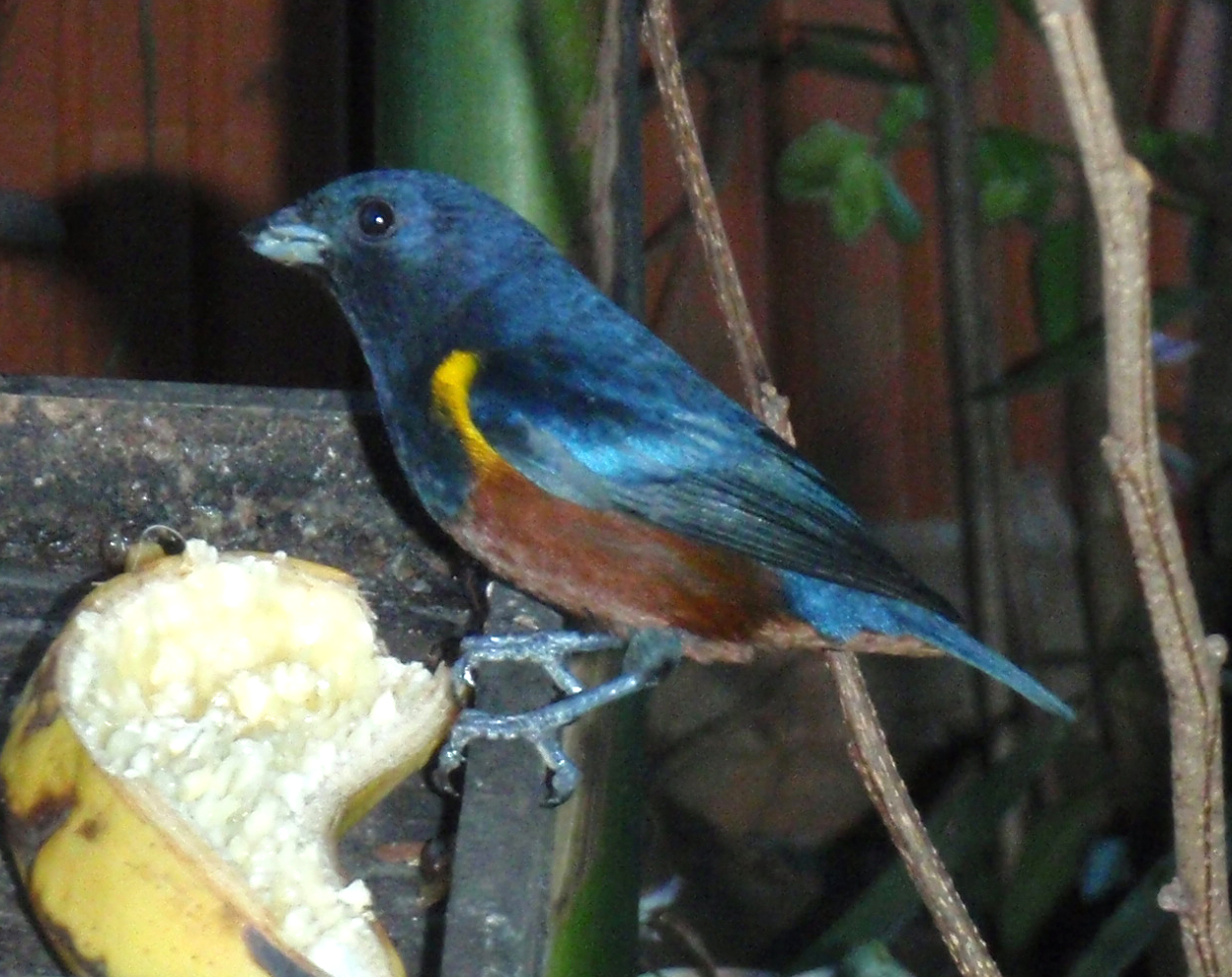
Maschio si alimenta da mangiatoia a Puerto Iguazú.

La dieta di questi uccelli è essenzialmente frugivora, componendosi perlopiù di piccole bacche di epifite (Loranthaceae, Melastomataceae, Solanaceae) e frutti (fichi e cecropie), oltre che (sebbene raramente) di insetti ed altri piccoli invertebrati.

### Riproduzione

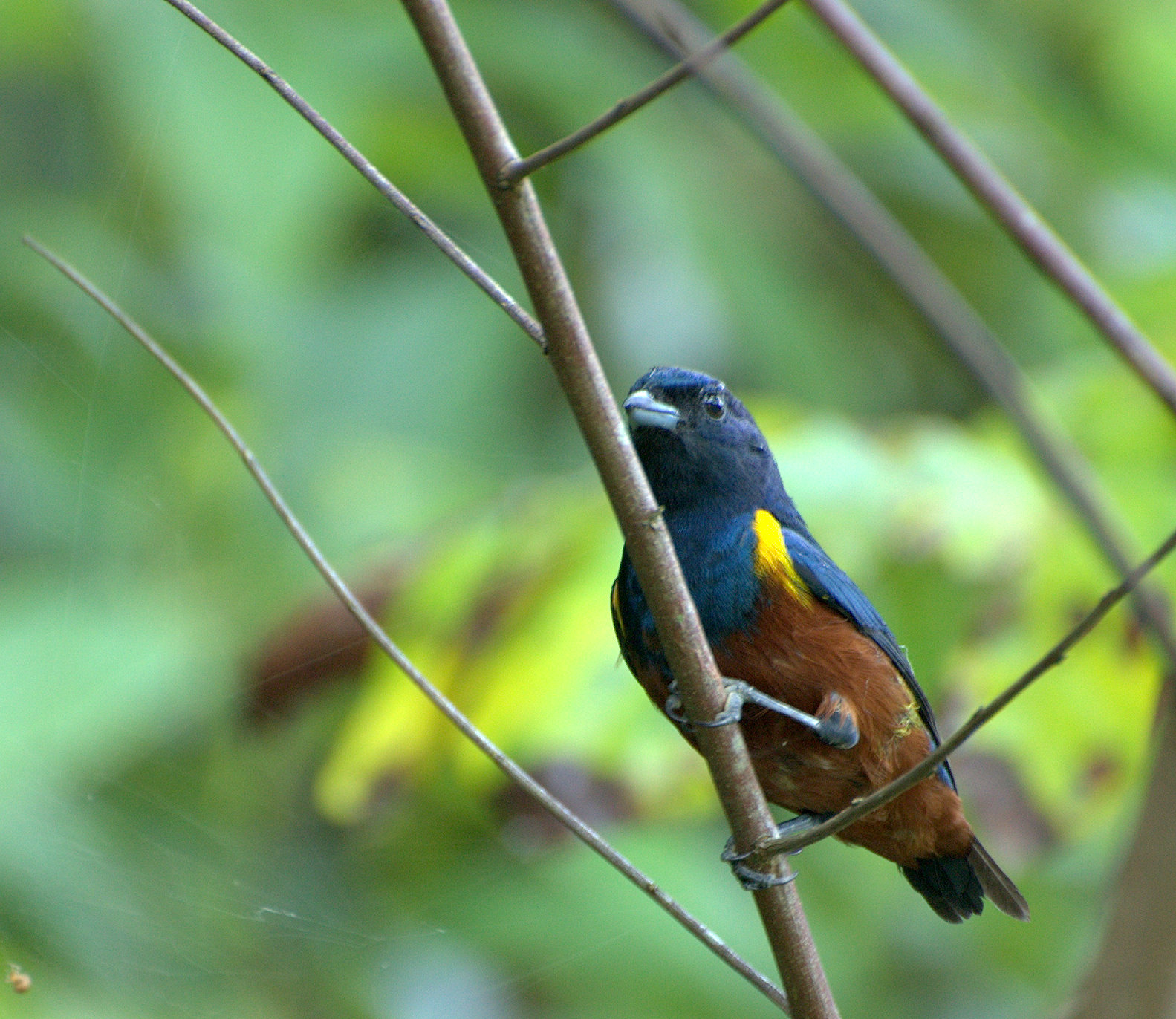
Maschio in Brasile: notare il caratteristico colore di ventre e spalle.

Si tratta di uccelli monogami, che si riproducono fra maggio e agosto.
Il nido è globoso e si compone di una parte esterna più grossolana di rametti e fibre vegetali intrecciate e di una camera di cova interna foderata da materiale soffice come piumino e muschio: alla sua costruzione collaborano ambedue i partner.

La cova delle uova è appannaggio esclusivo della femmina, che nel frattempo viene imbeccata dal maschio, che tende ad allontanarsi dal nido solo per reperire il cibo: essa dura circa due settimane, ed i pulli sono ciechi ed implumi alla schiusa.

I nidiacei vengono imbeccati da ambedue i genitori: a circa tre settimane dalla schiusa essi s'involano, pur raggiungendo la piena indipendenza ed allontanandosi dal nido non prima dei 40 giorni di vita.

## Distribuzione e habitat

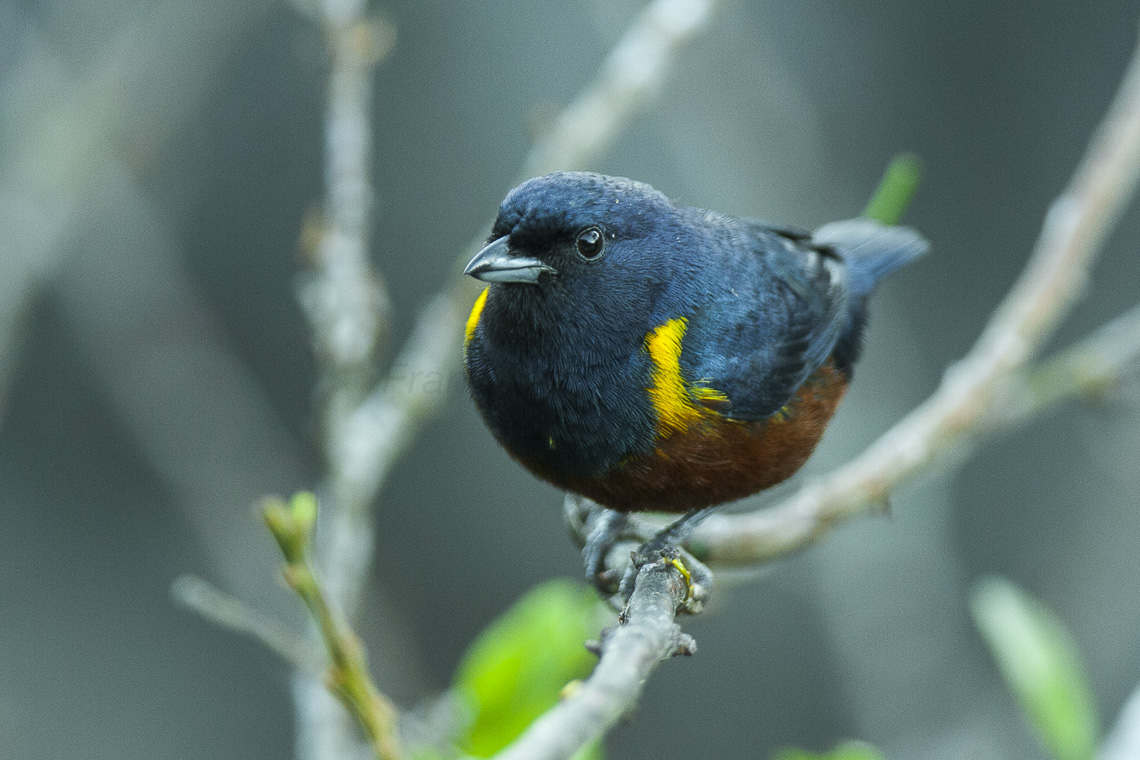
Maschio a Itatiaia.

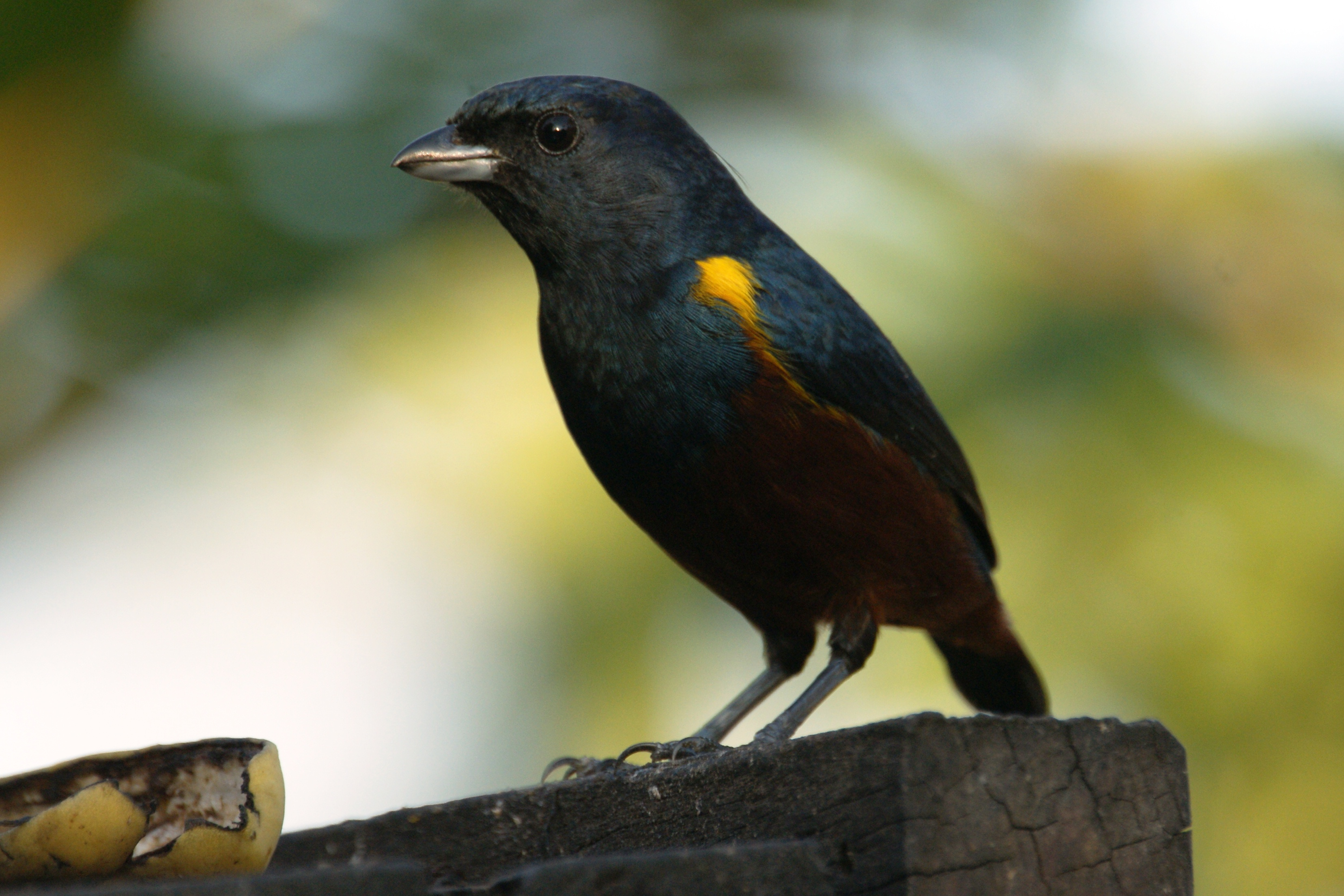
Maschio a Morretes.

L'eufonia ventrecastano è diffusa in Brasile sud-orientale (dal Mato Grosso centrale al sud del Bahia e da qui a sud attraverso la fascia costiera fino al Rio Grande do Sul centrale), oltre che nella limitrofa provincia argentina di Misiones ed in Paraguay orientale: una popolazione isolata è diffusa anche nella zona costiera di confine fra gli stati brasiliani di Pernambuco ed Alagoas.
L'habitat di questi uccelli è rappresentato dalla canopia delle foreste umide con presenza di radure, foresta secondaria ed in generale aree meno densamente alberate, come campi di taglio e piantagioni, dal livello del mare ai 1550 m di quota.